# Дискографія Van Halen
Дискографія Van Halen, американського рок-гурту, складається з дванадцяти студійних альбомів, двох концертних альбомів, двох збірок, трьох відеоальбомів і п'ятдесяти шести синглів.
Гурт підписав контракт з Warner Bros. Records в 1977 році і наступного року видав альбом Van Halen. Між 1979 і 1982 роками гурт кожний рік видавав альбом і гастролював зі збільшенням комерційного і критичного визнання, ставши одним з найбільш успішних і впливових гуртів в світі. В 1984 році Van Halen випустили 1984, який досяг другої позиції в Billboard 200 і містив єдиний хіт, який досяг першого місця в Billboard Hot 100, «Jump». Після туру на підтримку альбому, вокаліст Девід Лі Рот покинув гурт через творчі і особисті розбіжності з гітаристом Едді Ван Халеном.
Рота замінив Семмі Хагар, колишній вокаліст Montrose і в той час успішний сольний виконавець. З ним гурт в березні 1986 видає альбом 5150, який вперше в історії Van Halen очолив чарт Billboard 200. Наступні три студійні альбоми з Хагаром, OU812 (1988), For Unlawful Carnal Knowledge (1991) і Balance (1995) також мали успіх. В 1996 році Хагар залишив Van Halen в умовах особливої напруженості з іншими учасниками гурту.
Рот ненадовго повернувся і записав дві пісні з гуртом в 1996 для збірки Best of Volume I , але Van Halen в підсумку зупинилися на Гарі Чероні, вокаліста бостонського гурту Extreme. Єдиним релізом Черона з Van Halen був Van Halen III (1998), який отримав змішані відгуки критиків та став єдиним альбомом Van Halen, який не досяг платинового статусу згідно RIAA. Останнім релізом гурту для Warner Bros. Records стала збірка The Best of Both Worlds, яка включала в себе три нові пісні з Хагаром. В 2011 році колектив покинув лейбл і підписав контракт з Interscope Records.
Станом на 2015 рік гурт продав понад 95 мільйонів альбомів у всьому світі, включаючи понад 56 мільйонів альбомів у США і має найбільшу кількість хітів № 1 в чарті Hot Mainstream Rock Tracks Billboard. В 1980-ті роки вони також мали найбільшу кількість хітів в Billboard Hot 100 ніж будь-який інший хард-рок або хеві-метал гурт.

## Студійні альбоми
| Рік  | Альбом                                                                 | Найвищі позиції в чартах | Найвищі позиції в чартах | Найвищі позиції в чартах | Найвищі позиції в чартах | Найвищі позиції в чартах | Найвищі позиції в чартах | Найвищі позиції в чартах | Найвищі позиції в чартах | Найвищі позиції в чартах | Найвищі позиції в чартах | Найвищі позиції в чартах | Найвищі позиції в чартах | Найвищі позиції в чартах | Найвищі позиції в чартах | Найвищі позиції в чартах | Сертифікації                                                                                                |
| Рік  | Альбом                                                                 | AU                       | AT                       | CA                       | CH                       | DE                       | FI                       | FR                       | IT                       | JP                       | NL                       | NZ                       | NO                       | SE                       | UK                       | US                       | Сертифікації                                                                                                |
| ---- | ---------------------------------------------------------------------- | ------------------------ | ------------------------ | ------------------------ | ------------------------ | ------------------------ | ------------------------ | ------------------------ | ------------------------ | ------------------------ | ------------------------ | ------------------------ | ------------------------ | ------------------------ | ------------------------ | ------------------------ | --- |
| 1978 | Van Halen - Реліз: 10 лютого - Лейбл: Warner Bros.                     | 17                       | —                        | 18                       | —                        | —                        | —                        | 7                        | 89                       | 129                      | 10                       | 22                       | —                        | —                        | 34                       | 19                       | Список - CA: 4×Платиновий - DE: Золотий - FR: Золотий - UK: Золотий - US: 10×Платиновий                     |
| 1979 | Van Halen II - Реліз: 23 березня - Лейбл: Warner Bros.                 | 68                       | —                        | 15                       | —                        | 24                       | —                        | 14                       | —                        | 182                      | 11                       | —                        | —                        | 22                       | 23                       | 6                        | Список - CA: 2×Платиновий - FR: Золотий - US: 5×Платиновий                                                  |
| 1980 | Women and Children First - Реліз: 10 квітня - Лейбл: Warner Bros.      | 128                      | —                        | 12                       | —                        | 19                       | —                        | 7                        | —                        | 226                      | 3                        | 48                       | 23                       | 19                       | 15                       | 6                        | Список - CA: 2×Платиновий - FR: Золотий - US: 3×Платиновий                                                  |
| 1981 | Fair Warning - Реліз: 3 травня - Лейбл: Warner Bros.                   | 97                       | —                        | 11                       | —                        | 37                       | 20                       | 13                       | 25                       | 223                      | 13                       | —                        | 27                       | 18                       | 49                       | 5                        | Список - CA: Платиновий - US: 2×Платиновий                                                                  |
| 1982 | Diver Down - Реліз: 14 квітня - Лейбл: Warner Bros.                    | 79                       | —                        | 5                        | —                        | 65                       | 9                        | 17                       | 24                       | 208                      | 28                       | 37                       | 19                       | 28                       | 36                       | 3                        | Список - CA: Платиновий - US: 4×Платиновий                                                                  |
| 1984 | 1984 - Реліз: 9 січня - Лейбл: Warner Bros.                            | 11                       | 12                       | 1                        | 7                        | 11                       | 3                        | 5                        | 15                       | 28                       | 8                        | 15                       | 12                       | 4                        | 15                       | 2                        | Список - : 5×Платиновий - : Платиновий - : Золотий - : Золотий - : Платиновий - : Золотий - : 10×Платиновий |
| 1986 | 5150 - Реліз: 24 березня - Лейбл: Warner Bros.                         | 5                        | 13                       | 2                        | 16                       | 11                       | 3                        | —                        | —                        | 4                        | 30                       | 13                       | 5                        | 2                        | 16                       | 1                        | Список - AUS: 2×Платиновий - CA: 3×Платиновий - DE: Золотий - UK: Срібний - US: 6×Платиновий                |
| 1988 | OU812 - Реліз: 24 травня - Лейбл: Warner Bros.                         | 9                        | 21                       | 1                        | 9                        | 12                       | 1                        | —                        | —                        | 7                        | 22                       | 35                       | 5                        | 9                        | 16                       | 1                        | Список - UK: Срібний - US: 4×Платиновий                                                                     |
| 1991 | For Unlawful Carnal Knowledge - Реліз: 18 червня - Лейбл: Warner Bros. | 5                        | 21                       | 4                        | 11                       | 6                        | 7                        | —                        | —                        | 11                       | 24                       | 25                       | —                        | 17                       | 12                       | 1                        | Список - CA: Платиновий - UK: Срібний - US: 3×Платиновий                                                    |
| 1995 | Balance - Реліз: 24 січня - Лейбл: Warner Bros.                        | 9                        | 18                       | 2                        | 6                        | 8                        | 5                        | 18                       | 15                       | 2                        | 5                        | 16                       | 17                       | 5                        | 8                        | 1                        | Список - BR: Золотий - CA: 3×Платиновий - US: 3×Платиновий                                                  |
| 1998 | Van Halen III - Реліз: 17 березня - Лейбл: Warner Bros.                | 8                        | 23                       | 4                        | 38                       | 13                       | 5                        | 49                       | —                        | 7                        | 24                       | 14                       | 29                       | 39                       | 43                       | 4                        | Список - US: Золотий                                                                                        |
| 2012 | A Different Kind of Truth - Реліз: 7 лютого - Лейбл: Interscope        | 4                        | 17                       | 3                        | 6                        | 8                        | 3                        | 29                       | 16                       | 3                        | 12                       | 14                       | 9                        | 4                        | 6                        | 2                        | Список - CA: Золотий                                                                                        |

## Концертні альбоми
| Рік  | Альбом                                                                      | Найвищі позиції в чартах | Найвищі позиції в чартах | Найвищі позиції в чартах | Найвищі позиції в чартах | Найвищі позиції в чартах | Найвищі позиції в чартах | Найвищі позиції в чартах | Найвищі позиції в чартах | Найвищі позиції в чартах | Найвищі позиції в чартах | Найвищі позиції в чартах | Найвищі позиції в чартах | Найвищі позиції в чартах | Найвищі позиції в чартах | Найвищі позиції в чартах | Сертифікації                            |
| Рік  | Альбом                                                                      | AU                       | AT                       | BE                       | CA                       | CH                       | DE                       | FI                       | FR                       | IT                       | JP                       | NL                       | NZ                       | SE                       | UK                       | US                       | Сертифікації                            |
| ---- | --------------------------------------------------------------------------- | ------------------------ | ------------------------ | ------------------------ | ------------------------ | ------------------------ | ------------------------ | ------------------------ | ------------------------ | ------------------------ | ------------------------ | ------------------------ | ------------------------ | ------------------------ | ------------------------ | ------------------------ | --------------------------------------- |
| 1993 | Live: Right Here, Right Now - Дата випуску: 23 лютого - Лейбл: Warner Bros. | 7                        | 30                       | —                        | 15                       | 18                       | 30                       | 5                        | —                        | 19                       | 4                        | 8                        | 25                       | 21                       | 24                       | 5                        | Список - CA: Золотий - US: 2×Платиновий |
| 2015 | Tokyo Dome Live in Concert - Випущено: 31 березня - Лейбл: Warner Bros.     | 67                       | —                        | 71                       | 24                       | 59                       | 64                       | —                        | 87                       | 59                       | 19                       | 48                       | —                        | —                        | 74                       | 20                       |                                         |

## Збірки
| Рік  | Альбом                                                                  | Найвищі позиції в чартах | Найвищі позиції в чартах | Найвищі позиції в чартах | Найвищі позиції в чартах | Найвищі позиції в чартах | Найвищі позиції в чартах | Найвищі позиції в чартах | Найвищі позиції в чартах | Найвищі позиції в чартах | Найвищі позиції в чартах | Найвищі позиції в чартах | Найвищі позиції в чартах | Найвищі позиції в чартах | Найвищі позиції в чартах | Сертифікації |
| Рік  | Альбом                                                                  | AU                       | AT                       | CA                       | CH                       | DE                       | FI                       | FR                       | JP                       | NL                       | NZ                       | NO                       | SE                       | UK                       | US                       | Сертифікації |
| ---- | ----------------------------------------------------------------------- | ------------------------ | ------------------------ | ------------------------ | ------------------------ | ------------------------ | ------------------------ | ------------------------ | ------------------------ | ------------------------ | ------------------------ | ------------------------ | ------------------------ | ------------------------ | ------------------------ | --- |
| 1996 | Best Of – Volume I - Дата випуску: 22 жовтня - Лейбл: Warner Bros.      | 11                       | 16                       | 1                        | 26                       | 7                        | 3                        | —                        | 2                        | 12                       | 2                        | 36                       | 19                       | 45                       | 1                        | Список - : Платиновий - : Золотий - : Золотий - : 2×Платиновий - : Золотий - : Золотий - : Золотий - : Срібний - : 3×Платиновий |
| 2004 | The Best of Both Worlds - Дата випуску: 8 вересня - Лейбл: Warner Bros. | 31                       | 33                       | 2                        | 55                       | 28                       | 4                        | 27                       | 10                       | 12                       | 2                        | 36                       | 19                       | 15                       | 3                        | Список - : Золотий - : Платиновий                                                                                               |

## Сингли

### 1970-ті — 1980-ті
| 1978                                         | «You Really Got Me»                  | 12 | —  | 49 | —  | 10 | —  | —  | —  | —  | —  | —  | 36 | —  | Van Halen                |
| 1978                                         | «Runnin' with the Devil»             | —  | 8  | —  | —  | —  | —  | —  | 2  | —  | —  | 52 | 84 | —  | Van Halen                |
| 1978                                         | «Ain't Talkin' 'Bout Love»           | —  | —  | —  | —  | —  | —  | —  | —  | —  | —  | —  | —  | —  | Van Halen                |
| 1979                                         | «Dance the Night Away»               | —  | —  | 28 | —  | —  | —  | —  | —  | —  | —  | —  | 15 | —  | Van Halen II             |
| 1979                                         | «Beautiful Girls»                    | —  | —  | —  | —  | —  | —  | —  | —  | —  | —  | —  | 84 | —  | Van Halen II             |
| 1980                                         | «And the Cradle Will Rock...»        | —  | —  | 81 | —  | 46 | —  | —  | —  | —  | —  | —  | 55 | —  | Women and Children First |
| 1981                                         | «So This Is Love?»                   | —  | —  | 20 | —  | —  | —  | —  | —  | —  | —  | —  | —  | 15 | Fair Warning             |
| 1981                                         | «Mean Street»                        | —  | —  | —  | —  | —  | —  | —  | —  | —  | —  | —  | —  | 12 | Fair Warning             |
| 1981                                         | «Push Comes to Shove»                | —  | —  | —  | —  | —  | —  | —  | —  | —  | —  | —  | —  | 29 | Fair Warning             |
| 1981                                         | «Unchained»                          | —  | —  | —  | —  | —  | —  | —  | —  | —  | —  | —  | —  | 13 | Fair Warning             |
| 1982                                         | «(Oh) Pretty Woman»                  | 59 | 40 | 5  | —  | —  | —  | 44 | 28 | 47 | —  | —  | 12 | 1  | Diver Down               |
| 1982                                         | «Dancing in the Street»              | —  | —  | 15 | —  | —  | —  | —  | —  | —  | —  | —  | 38 | 3  | Diver Down               |
| 1982                                         | «Secrets»                            | —  | —  | —  | —  | —  | —  | —  | —  | —  | —  | —  | —  | 22 | Diver Down               |
| 1982                                         | «Little Guitars»                     | —  | —  | —  | —  | —  | —  | —  | —  | —  | —  | —  | —  | 33 | Diver Down               |
| 1982                                         | «The Full Bug»                       | —  | —  | —  | —  | —  | —  | —  | —  | —  | —  | —  | —  | 42 | Diver Down               |
| 1982                                         | «Where Have All the Good Times Gone» | —  | —  | —  | —  | —  | —  | —  | —  | —  | —  | —  | —  | 17 | Diver Down               |
| 1984                                         | «Jump»                               | 2  | 17 | 1  | 4  | 7  | 2  | 2  | 34 | 12 | 11 | 7  | 1  | —  | 1984                     |
| 1984                                         | «I'll Wait»                          | —  | —  | 21 | —  | 7  | —  | 48 | —  | —  | —  | 85 | 13 | —  | 1984                     |
| 1984                                         | «Panama»                             | 74 | —  | 15 | —  | —  | 30 | —  | —  | —  | —  | 61 | 13 | —  | 1984                     |
| 1984                                         | «Hot for Teacher»                    | 89 | —  | 83 | —  | —  | —  | —  | —  | —  | —  | 87 | 56 | 34 | 1984                     |
| 1986                                         | «Why Can't This Be Love»             | 8  | —  | 13 | 8  | 3  | 8  | —  | 15 | 32 | 11 | 8  | 3  | 1  | 5150                     |
| 1986                                         | «Dreams»                             | 51 | —  | 85 | 53 | —  | 25 | —  | —  | —  | —  | 62 | 22 | 6  | 5150                     |
| 1986                                         | «Best of Both Worlds»                | —  | —  | —  | —  | —  | —  | —  | —  | —  | —  | —  | —  | 12 | 5150                     |
| 1986                                         | «Love Walks In»                      | —  | —  | 75 | —  | —  | —  | —  | —  | —  | —  | —  | 22 | 4  | 5150                     |
| 1986                                         | «Summer Nights»                      | —  | —  | —  | —  | —  | —  | —  | —  | —  | —  | —  | —  | 33 | 5150                     |
| 1988                                         | «Black and Blue»                     | —  | —  | 42 | —  | —  | —  | —  | —  | —  | —  | —  | 37 | 1  | OU812                    |
| 1988                                         | «When It's Love»                     | 23 | —  | 21 | —  | 5  | 23 | —  | —  | —  | —  | 28 | 5  | 1  | OU812                    |
| 1988                                         | «Finish What Ya Started»             | —  | —  | —  | —  | —  | —  | —  | —  | —  | —  | —  | 13 | 2  | OU812                    |
| 1988                                         | «Cabo Wabo»                          | —  | —  | —  | —  | —  | —  | —  | —  | —  | —  | —  | —  | 31 | OU812                    |
| 1989                                         | «Feels So Good»                      | —  | —  | —  | —  | —  | —  | —  | —  | —  | —  | 63 | 35 | 6  | OU812                    |
| «—» ставиться, якщо сингл не потрапив в чарт |                                      |    |    |    |    |    |    |    |    |    |    |    |    |    |                          |

### 1990-ті
| 1991                                         | «Poundcake»                        | 55 | 55 | —  | 3  | —  | 74 | —  | 1  | For Unlawful Carnal Knowledge |
| 1991                                         | «Runaround»                        | —  | 50 | —  | —  | —  | —  | —  | 1  | For Unlawful Carnal Knowledge |
| 1991                                         | «Top of the World»                 | —  | 23 | —  | —  | —  | 63 | 27 | 1  | For Unlawful Carnal Knowledge |
| 1992                                         | «The Dream Is Over»                | —  | —  | —  | —  | —  | —  | —  | 7  | For Unlawful Carnal Knowledge |
| 1992                                         | «Right Now»                        | —  | —  | —  | —  | —  | —  | 55 | 2  | For Unlawful Carnal Knowledge |
| 1992                                         | «Man on a Mission»                 | —  | —  | —  | —  | —  | —  | —  | 21 | For Unlawful Carnal Knowledge |
| 1993                                         | «Jump» (live)                      | 93 | —  | —  | —  | 12 | 26 | —  | —  | Live: Right Here, Right Now   |
| 1993                                         | «Won't Get Fooled Again» (live)    | —  | 64 | —  | 24 | —  | —  | —  | 1  | Live: Right Here, Right Now   |
| 1993                                         | «Dreams» (live)                    | —  | —  | —  | —  | —  | —  | —  | —  | Live: Right Here, Right Now   |
| 1995                                         | «The Seventh Seal»                 | —  | —  | —  | —  | —  | —  | —  | 36 | Balance                       |
| 1995                                         | «Don't Tell Me (What Love Can Do)» | —  | 36 | 4  | —  | 31 | 27 | —  | 1  | Balance                       |
| 1995                                         | «Can't Stop Lovin' You»            | —  | 3  | 5  | 1  | —  | 33 | 30 | 2  | Balance                       |
| 1995                                         | «Not Enough»                       | —  | 6  | —  | —  | —  | —  | 97 | 27 | Balance                       |
| 1995                                         | «Amsterdam»                        | —  | 46 | 10 | —  | —  | 76 | —  | 9  | Balance                       |
| 1996                                         | «Humans Being»                     | —  | 47 | 5  | 54 | —  | —  | —  | 1  | Best of Volume I              |
| 1996                                         | «Me Wise Magic»                    | —  | 14 | —  | 3  | —  | —  | —  | 1  | Best of Volume I              |
| 1997                                         | «Can't Get This Stuff No More»     | —  | 38 | —  | —  | —  | —  | —  | 12 | Best of Volume I              |
| 1998                                         | «Without You»                      | 56 | 55 | —  | 6  | —  | —  | —  | 1  | Van Halen III                 |
| 1998                                         | «One I Want»                       | —  | —  | —  | —  | —  | —  | —  | 27 | Van Halen III                 |
| 1998                                         | «Fire in the Hole»                 | —  | 65 | —  | —  | —  | —  | —  | 6  | Van Halen III                 |
| «—» ставиться, якщо сингл не потрапив в чарт |                                    |    |    |    |    |    |    |    |    |                               |

## Відеоальбоми
| 1986                                           | Live Without a Net - Дата випуску: 24 листопада - Лейбл: Warner Reprise Video       | 18 | 274 | 9 | —  | 2 | Список - AU: Золотий - US: 2×Платиновий |
| 1993                                           | Live: Right Here, Right Now - Дата випуску: 23 лютого - Лейбл: Warner Reprise Video | —  | 266 | — | —  | 1 | Список - US: Золотий                    |
| 1996                                           | Video Hits Volume I - Дата випуску: 29 жовтня - Лейбл: Warner Reprise Video         | 16 | —   | — | 21 | 3 | Список - AU: Платиновий - US: Золотий   |
| «—» ставиться, якщо альбом не потрапив в чарт. |                                                                                     |    |     |   |    |   |                                         |

## Музичні відео
| Рік  | Пісня                              | Режисер                     |
| ---- | ---------------------------------- | --------------------------- |
| 1978 | «Jamie’s Cryin’»                   |                             |
| 1978 | «You Really Got Me»                |                             |
| 1978 | «Runnin’ With The Devil»           |                             |
| 1979 | «Bottoms Up!»                      | Брюс Гаверс                 |
| 1979 | «You’re No Good»                   |                             |
| 1979 | «Dance The Night Away»             | Брюс Гаверс                 |
| 1981 | «Hear About It Later»              | Роберт Ломбард              |
| 1981 | «So This Is Love?»                 | Брюс Гаверс                 |
| 1981 | «Unchained»                        | Роберт Ломбард              |
| 1981 | «(Oh) Pretty Woman»                | Роберт Ломбард і Van Halen  |
| 1983 | «Jump» (перша версія)              | Піт Енджелус                |
| 1984 | «Panama»                           | Піт Енджелус                |
| 1984 | «Hot for Teacher»                  | Піт Енджелус і Девід Лі Рот |
| 1986 | «Why Can't This Be Love»           | Браян Грант                 |
| 1986 | «Dreams» (перша версія)            |                             |
| 1986 | «Love Walks In»                    | Деніел Клейман              |
| 1986 | «Best of Both Worlds»              | Деніел Клейман              |
| 1988 | «When It's Love»                   | Джерімайя С. Чечік          |
| 1988 | «Finish What Ya Started»           | Енді Морахан                |
| 1989 | «Feels So Good»                    | Енді Морахан                |
| 1991 | «Poundcake»                        | Енді Морахан                |
| 1991 | «Runaround»                        | Мейерт Ейвіс                |
| 1991 | «Top of the World»                 | Мейерт Ейвіс                |
| 1992 | «Right Now»                        | Марк Фінск                  |
| 1993 | «Jump» (друга версія)              | Вейн Айшем                  |
| 1993 | «Dreams» (друга версія)            | Джон і Каролін Беуг         |
| 1994 | «Don't Tell Me (What Love Can Do)» | Пітер Крістоферсон          |
| 1995 | «Can't Stop Lovin' You»            | Пітер Крістоферсон          |
| 1995 | «Amsterdam»                        |                             |
| 1995 | «Not Enough»                       |                             |
| 1996 | «Humans Being»                     | Роккі Шенк                  |
| 1998 | «Once»                             | Девід Бертінеллі            |
| 1998 | «Without You»                      | Пол Андресен                |
| 1998 | «Fire in the Hole»                 | Роккі Шенк                  |
| 2004 | «It's About Time»                  | Ендрю Беннетт               |
| 2012 | «Tattoo»                           |                             |
| 2012 | «She's the Woman»                  |                             |

## Інші появи
| Рік  | Трек                     | Альбом                           |
| ---- | ------------------------ | -------------------------------- |
| 1979 | «You Really Got Me»      | Через край                       |
| 1987 | «Good Enough»            | Космічні яйця                    |
| 1990 | «Dreams»                 | Могутні морфи: Рейнджери сили    |
| 1990 | «Humans Being»           | Смерч                            |
| 1990 | «Fire in the Hole»       | Смертельна зброя 4               |
| 1991 | «Hot for Teacher»        | Студентська команда              |
| 1993 | «Runnin' With the Devil» | Детройт — місто рока             |
| 1995 | «Runnin' With the Devil» | Ніккі, диявол-молодший           |
| 1995 | «Jump»                   | Гербі: Повне завантаження        |
| 1998 | «Panama»                 | Суперперці                       |
| 1998 | «Everybody Wants Some»   | The X-Files: The Album           |
| 2000 | «Drop Dead Legs»         | Саундтрек Американський психопат |